# Hector Fargues
Pour les articles homonymes, voir Fargues.

a Compétitions nationales et continentales officielles uniquement.

b Matchs officiels uniquement.
Hector Fargues (parfois désigné en tant que Georges Fargues), né le 9 juillet 1894 à Dax et mort le 18 novembre 1962 dans la même ville, est un joueur français de rugby à XV qui évolue au poste de troisième ligne aile. International français, il joue l'intégralité de sa carrière au sein du club de l'US Dax.

## Biographie
Hector Fargues commence la pratique du rugby football à l'école supérieure de Dax, au sein de l'équipe scolaire des Genêts,. Il intègre à partir de la saison 1914-1915 l'équipe fanion du club de la ville, l'US Dax. Mobilisé au sein du 34e régiment d'infanterie, il est éloigné des terrains jusqu'à l'automne 1916 par la Première Guerre mondiale, avec l'arrêt de toutes les compétitions sportives françaises. Une fois la guerre terminée, il est sacré champion de Côte basque de 1re série en 1919 et 1920.
Après avoir participé à plusieurs matchs de sélections, dont une en tant qu'« international de guerre » en 1919, il est appelé en équipe de France dans le cadre du Tournoi des Cinq Nations 1923. D'abord remplaçant pour le match contre l'Angleterre, il obtient sa première cape internationale le 14 avril, affrontant l'Irlande ; ce match constituera sa seule sélection internationale,.
Fargues continue d'évoluer sous le maillot rouge et blanc de l'US Dax jusqu'à la saison 1927-1928.
Il meurt le 18 novembre 1962 dans les tribunes du parc municipal des sports de Dax, alors que se dispute sur le terrain une rencontre de championnat entre l'US Dax et le Stade montois.

## Palmarès
- Championnat de Côte basque de 1re série :
  - Champion : 1919, 1920 avec l'US Dax.